# Denis Moschitto
Denis Moschitto (Colonia, 22 giugno 1977) è un attore tedesco.

## Biografia
Nato e cresciuto a Colonia, nella Renania Settentrionale-Vestfalia (nell'allora Germania dell'Ovest), da padre italiano e da madre turca, durante gli anni scolastici Moschitto ha recitato in teatro ed è stato un musicista tracker sulla scena demoscene con lo pseudonimo "Merlin M". Da questa esperienza, assieme a William Evrim Sen, nel 1999 ha pubblicato il libro Buch Hackerland - Das Logbuch der Szene, seguito da Hackertales - Geschichten von Freund + Feind del 2000. Dopo il diploma inizia a studiare filosofia, prima di dedicarsi completamente alla recitazione. Oltre al lavoro di attore, Moschitto è un musicista con i gruppi musicali "Scoopex" e "Shining-8".
Debutta nel 1999 nel film di Rolf Schübel Gloomy Sunday - Ein Lied von Liebe und Tod. Nel corso degli anni si è fatto conoscere grazie a film come Kebab Connection, Almanya - La mia famiglia va in Germania e Chiko, per quest'ultimo ha ottenuto una candidatura come miglior attore ai Deutscher Filmpreis.
Nel 2017 affianca Diane Kruger nel film di Fatih Akın dal titolo Oltre la notte.
È vegetariano dal 2003.

## Filmografia parziale

### Cinema
- Gloomy Sunday - Ein Lied von Liebe und Tod, regia di Rolf Schübel (1999)
- Nichts bereuen, regia di Benjamin Quabeck (2001)
- Northern Star, regia di Felix Randau (2003)
- Kebab Connection, regia di Anno Saul (2004)
- Chiko, regia di Özgür Yildirim (2008)
- Almanya - La mia famiglia va in Germania (Almanya - Willkommen in Deutschland ), regia di Yasemin Samdereli (2011)
- Closed Circuit, regia di John Crowley (2013)
- Coming In, regia di Marco Kreuzpaintner (2014)
- Wilde Maus, regia di Josef Hader (2017)
- Il viaggio di Amelie (Amelie rennt), regia di Tobias Wiemann (2017)
- Oltre la notte (Aus dem Nichts), regia di Fatih Akın (2017)
- Vicino all'orizzonte (Dem Horizont so nah), regia di Tim Trachte (2019)
- Rheingold, regia di Fatih Akın (2022)

### Televisione
- Krimi.de – serie TV, 6 episodi (2006-2009)
- Allein gegen die Zeit – serie TV, 23 episodi (2010-2012)
- Tatort – serie TV, 6 episodi (1999-2004)
- Im Knast – serie TV, 11 episodi (2015-2016)
- Un caso per due (Ein Fall für zwei) – serie TV, 1 episodio (2018)
- Squadra Speciale Colonia (SOKO Köln) – serie TV, 1 episodio (2018)
- Volevamo andare lontano - Bella Germania (Bella Germania) – miniserie TV, 3 episodi (2019)